# HD 109536
HD 109536，又名CD-40 7376，SAO 223542、HR 4794，是一颗恒星，视星等为5.13，位于銀經299.75，銀緯21.75，其B1900.0坐标为赤經12h 30m 22.5s，赤緯-40° 21.75′ 15″。